# Frances Brandon
Frances Brandon, som gift Frances Grey, hertiginna av Suffolk, född den 16 juli 1517 i Bishop's Hatfield (Hertfordshire) död den 20 november 1559 i Charterhouse, (Surrey) var en engelsk tronarvinge och mor till drottning Jane Grey. Hon var äldsta dotter och andra barnet, men det äldsta överlevande barnet, till Maria Tudor, som var syster till Henrik VIII, och Charles Brandon, 1:e hertig av Suffolk. Frances Brandon var syster till Henry Brandon, 1:e earl av Lincoln och lady Eleanor Brandon.

## Under Henrik VIII:s regeringstid
Frances Brandon var systerdotter till Henrik VIII. Hon hade en nära relation till Katarina av Aragonien och var en barndomsvän till den framtida Maria I av England. År 1533 blev hon med kungens tillstånd gift med Henry Grey, 3:e markis av Dorset. Efter att Frances båda halvbröder Henry Brandon, 2:e hertig av Suffolk och Charles Brandon avlidit oväntat på grund av sjukdom, återgick titeln hertig av Suffolk till kungahuset, som sedan gav den till Frances make.
Frances Brandon beskrivs som en stark och energisk karaktär. Hennes döttrar accepterades som relativt jämlika medlemmar av kungahuset, och hon var noga med att de fick en utbildning i ställning med en prinsessas. Hon levde ett aktivt hovliv och upprätthöll en vänskapsrelation med drottning Katarina Parr, och det antas att det var genom denna vänskap som hennes dotter Jane fick lära känna tronföljaren, den framtida  Edvard VI.   
Genom Henrik VIII:s testamente blev Frances Brandons avkomma införlivade i successionsordningen efter kungens egna barn, vilket innebar att man förbigick avkomman till Henriks äldre syster Margareta. Frances Brandon själv var nummer fyra i tronföljden efter Henrik VIII:s tre barn.

## Under Edvard VI:s regeringstid
Efter Henrik VIII:s död 1547 blev hennes dotter Jane en medlem av änkedrottning Katarina Parrs hov och en del av den nye kungens inre cirkel. Under Edvards regeringstid var Frances Brandon nummer tre i tronföljden efter kungens två systrar. Efter Katarina Parrs giftermål med baron Thomas Seymor började Brandon och hennes make att intrigera med Seymor för att arrangera ett äktenskap mellan Jane och kungen. 1548 dog Katarina Parr i barnsäng och Brandon kallade hem sin dotter Jane från Seymors hushåll. De tvingades dock återbörda henne till Seymor sedan han protesterat och påpekat att hon genom hans döda hustru hade blivit hans myndling. Thomas Seymor planerade fortfarande att arrangera äktenskapet mellan Jane och kungen, men denna hade vid samma tid förlorat förtroendet för honom. Efter ett försök att kidnappa kungen blev Seymor avrättad för högförräderi 1549. 
Frances Brandon och hennes make övertygade rådet om att de inte hade varit inblandade i planen och återfick vårdnaden om Jane. De uppgav planerna om giftermål mellan Jane och Edvard sedan dennes hälsa försämrades och det började bli uppenbart att han inte skulle leva länge. De ska i stället ha planerat att arrangera ett äktenskap med sonen till Edvards förmyndare, Seymors bror. 
När Edvard IV fick en ny förmyndare i John Dudley, 1st Duke of Northumberland, planerade de i stället att gifta bort Jane med dennes son, Lord Guildford Dudley. Denna plan gick i verkställighet den 15 maj 1553. Äktenskapet ska ha föreslagits av Katarina Parrs bror för Northumberland, som sedan övertalade Janes föräldrar att gå med på det med påståendet att giftermålet hade kungens stöd. Enligt en gammal tradition blev Jane tvingad att gå med på äktenskapet efter misshandel av Frances, men det finns inga bevis för att detta stämmer. Den enda samtida beskrivningen av Janes ovilja var en beskrivning av Commendone: "den förstfödda dottern till hertigen av Suffolk, vid namn Jane, blev trots starkt motstånd mot äktenskapet, tvingad att samtycka efter det starka insisterandet från sin mor och hoten från sin far".      
Strax före sin död försökte Edvard VI försäkra sig om en legitim, protestantisk tronföljd genom att utse Frances Brandons äldsta dotter, Jane Grey – och hennes avkomma – till tronarvingar. På Northumberlands önskan uteslöt han inte endast sin katolska syster Maria, utan även sin protestantiska syster Elisabet från tronföljden, med argumentet att de båda två var födda utanför äktenskapet. Detta  gjorde egentligen Frances Brandon själv till Edvards tronarvinge, men Northumberland fick kung Edvard att hoppa över henne till förmån för Jane. Detta gjorde Frances och även hennes make ursinniga, men efter en privat audiens med kungen blev Frances tvungen att avsäga sig sin arvsrätt till förmån för sin dotter Jane och dennas eventuella avkomma.

## Drottningmoder
Edvard VI avled den 6 juli 1553, och den 10 juli utropades Frances dotter Jane till drottning. Jane reagerade starkt, och Northumberland tillkallade Frances för att lugna Jane och övertyga henne om att hon var den lagliga tronarvtagaren. Frances närvarade vid proklamationen och under Janes traditionella vistelse i Towern. Den 19 juli avsattes Jane och Maria I utropades till drottning. 
Endast Frances nära vänskap med drottning Maria räddade henne från att få följa sin dotter till schavotten, efter att Janes nio dagars regeringstid kom till ett abrupt slut. Hennes make blev arresterad, men Frances lyckades få träffa Maria mitt i natten, så fort hon hade fått höra om arresteringen, och övertala Maria att släppa honom fri genom att lägga all skuld på Northumberland. Hon anklagade honom för att ha försök förgifta Jane, som vid ett tidigare tillfälle hade blivit sjuk vid ett besök hos honom. Northumberland avrättades 23 augusti. Maria planerade också att frige Jane efter sin kröning, men den 25 januari 1554 utbröt Thomas Wyatt's uppror, som stöddes också av Janes far. Både Jane och hennes far avrättades i februari 1554.

## Under Marias regeringstid
Frances riskerade att bli utblottad, eftersom hon i egenskap av hustru inte hade ägt personlig egendom och makens egendom tillhörde kronan sedan han dömts för förräderi. Hon lyckades dock övertala Maria att visa nåd och låta henne behålla en del av egendomen och en chans till rehabilitering.   
Frances och hennes döttrar levde sedan under observation vid hovet. 1555 förekom det rykten om att hon planerade att gifta sig med Edward Courtenay, en avlägsen släkting till kungahuset, vilket innebar att deras barn skulle få rätt till kronan efter dem båda. Men hon gifte sig i stället med sin stallmästare Adrian Stokes, vilket var ett ofarligt äktenskap eftersom eventuella barn skulle anses diskvalificerade från att ärva tronen på grund av faderns börd. 

## Eftermäle
Frances Brandon har i historien fått ett dåligt rykte som en grym och hård karaktär. Där bidrar främst ryktet om att hon skulle ha misshandlat Jane för att få henne att gå med på sitt arrangerade äktenskap, och ett brev från Jane själv, där hon beskriver en regelbunden misshandel från sina föräldrar. Till följd av detta har Frances Brandon i populärkulturen fått utgöra ett slags ond kontrast mot den roll som oskyldig änglalik arketyp som Jane har fått spela. Frances Brandons grymhet är dock obekräftad. Hon ska också ha tagit hand om utblottade barn och hjälpt sin näst äldsta dotter Catherine att gifta sig för kärlek.

## Familj
Med Henry Grey hade Frances följande barn:
- Son (levde endast någon dag, 1537)
- Dotter (levde endast någon dag, 1537)
- Jane Grey
- Catherine Grey (1540-1567) var åren 1553-1554 gift med Henry Herbert, 2:e earl av Pembroke. Hon gifte sedan om sig år 1560 med Edward Seymour, 1:e earl av Hertford, fast äktenskapet ifrågasattes av Elisabet I.
- Mary Grey (1545-1578), gifte sig år 1565 med Martin Keyes.

När hennes första make avrättats gifte hon år 1554 om sig med Adrian Stokes. De tre barn som föddes i detta äktenskap avled samtliga i spädbarnsåldern: 
- Elizabeth Stokes (1556)
- Son (1556)